# صحرای آبی
صحرای آبی (عربی: الصحراء الزرقاء) (با عنوان تقاطع صلح سینا نیز شناخته می‌شود) منطقه‌ای از صحرای سینا در نزدیکی سانت کاترین است که در آن تعدادی از صخره‌ها به رنگ آبی رنگ شده‌اند.
این اثر هنری در سال ۱۹۸۰ خلق شد، آنگاه که پس از امضای پیمان صلح اسرائیل و مصر در سال ۱۹۷۹، ژان ورام هنرمند بلژیکی از سینا بازدید کرد تا خطی از صلح را ترسیم کند. ورام برای این کار مجوز انور سادات رئیس‌جمهور مصر را به دست آورد و سازمان ملل متحد نیز ده تن رنگ به او هدیه کرد.

## تاریخچه
پس از امضای رسمی پیمان صلح اسرائیل و مصر در واشنیگتن دی سی. در ۲۶ مارس ۱۹۷۹، هنرمند بلژیکی ژان ورام می‌خواست این صلح تاریخی را به شیوه خود جشن بگیرد.
ورام برای اولین بار در سال ۱۹۷۸ به سینا آمد. با الهام از آهنگ موفق «چشم‌های قهوه‌ای من را آبی نکن»، دو سال تلاش کرد تا مقامات مصر به او اجازه دهند تا رؤیای هنری خود را دنبال کند. با تأیید رسمی رئیس‌جمهور وقت مصر، شخص انور السادات، و ۱۰ تن رنگ اهدا شده توسط سازمان ملل، ژان شروع به رنگ‌آمیزی آبی کویر کرد. یک سال بعد، «خط صلح»، یا آنچه بعضاً «تقاطع صلح سینا» نامیده می‌شود به طول تقریباً ۶/۵ کیلومتر با صخره‌هایی که تا ارتفاع ۹ متری بالا می‌آیند، که همگی به رنگ آبی رنگ‌آمیزی شده‌اند، گسترش یافت.

## محل
صحرای آبی بین دهب و سانت کاترین، معروف به فلات هالاوی، امتداد یافته‌است.

## مکان‌های دیگر
چهار سال پس از خط صلح سینا، ورام نقاشی آبی دیگری را این بار در تافراوت مراکش تکمیل کرد. با تأیید پادشاه فقید مراکش حسن دوم، ورام با تیمی از آتش‌نشانان و ۱۸ تن رنگ آبی، قرمز، بنفش و سفید به کوهستان رفت. در طی سه ماه او و تیمش سنگ‌های گرانیتی و تپه‌های کوچک کوه‌های اطلس کوچک را به رنگ آبی کردند: (صخره‌های آبی).

## نگارخانه

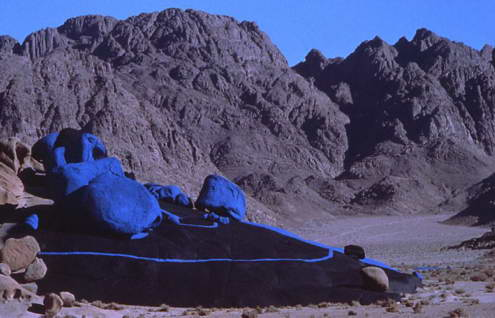
نمای دیگر
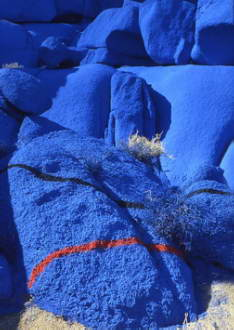
سنگ نقاشی شده در کویر آبی
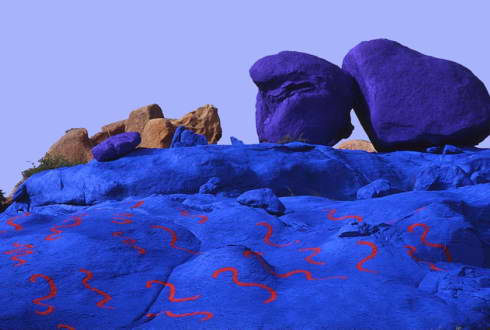
تافراوت